# 碘酸镱
碘酸镱是一种无机化合物，化学式为Yb(IO3)3。它的二水合物可由硫酸镱和碘酸在水中于200 °C反应制得。
Yb(IO3)3以P21/c空间群结晶，晶胞参数a=8.685，b=6.066，c=16.687 Å，β=115.01°。